# Szent Ambrus

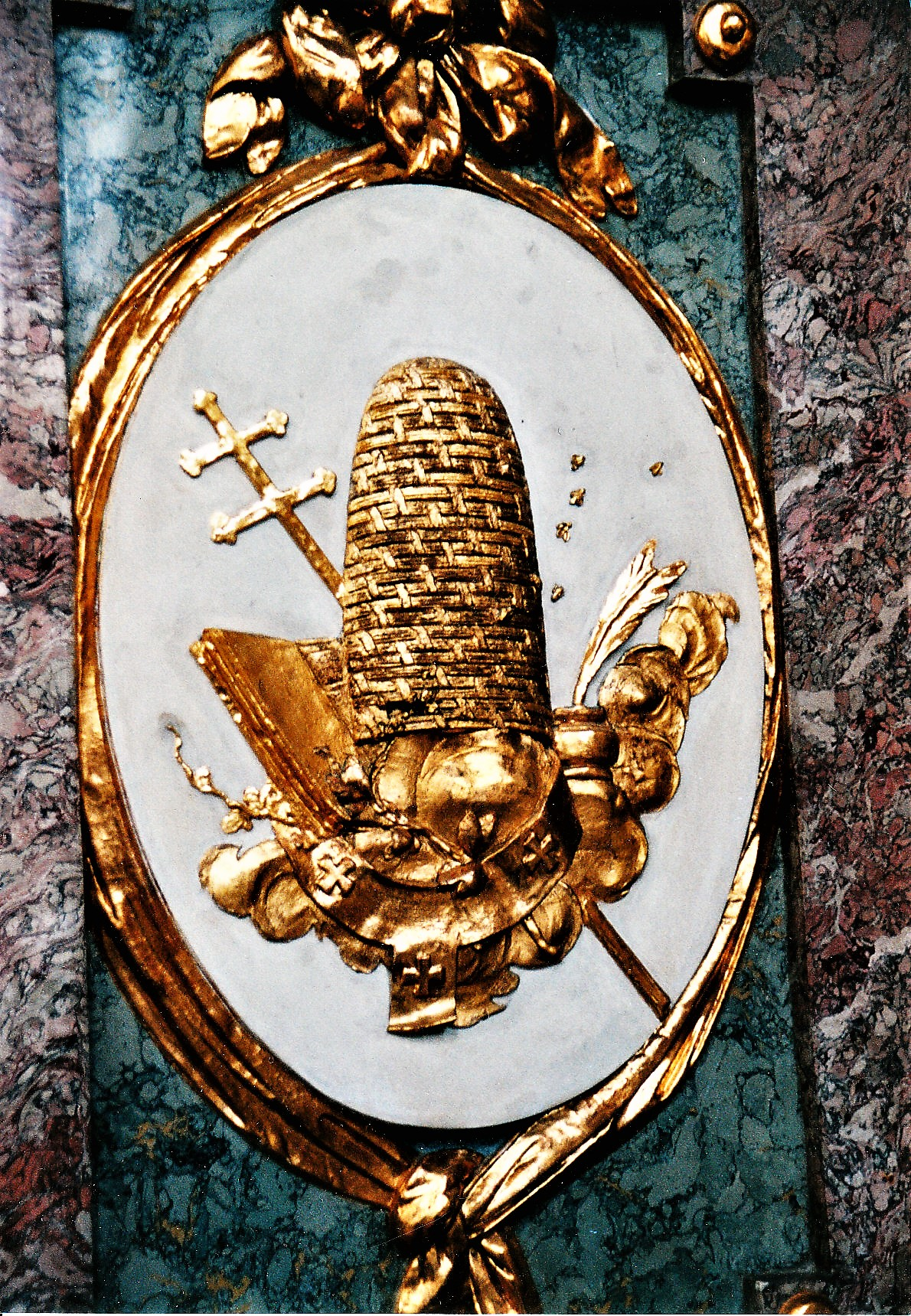
Szent Ambrus jelképe a méhkas

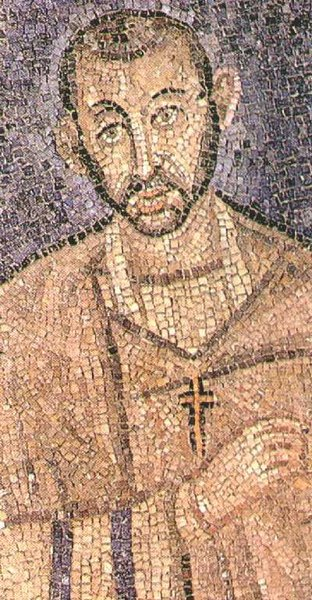
Szent Ambrus mozaikképe a milánói St. Ambrogio katedrálisban (valószínűleg még életében készült)

Milánói Ambrus (ógörögül: Αμβρόσιος Μεδιολάνων Ambrosziosz Mediolanón, latinul: Aurelius Ambrosius), vagy katolikus nevén Milánói Szent Ambrus (Trier, 339 – Milánó, 397. április 4.) kormányzó, majd Milánó püspöke, egyháztanító. A nyugati kereszténységben a négy nagy, korai latin egyházdoktor egyike, Hippói Ágoston (354-430), Nagy Gergely (kb. 540-604) és Jeromos (kb. 342-419) mellett. Az ugyancsak szentté avatott Marcellina testvére. Prédikációi, tettei és írásai a 4. század egyik legmeghatározóbb egyházi személyiségévé tették.
A 4. század második felében a nikaiai és ariánus keresztények vitáinak egyik főszereplője. 374-ben, az ariánus Auxentius halálakor közfelkiáltással annak ellenére milánói püspökké választották, hogy nem volt megkeresztelve. Az arianizmus ellen határozottan fellépett. Egyre nagyobb befolyást gyakorolt Gratianus, II. Valentinianus és I. Theodosius nyugati császárok valláspolitikájára. Megpróbált közvetíteni az I. Theodosius és Magnus Maximus császárok közötti konfliktusban.
Termékeny író volt, két latin nyelvű nagy teológiai művet írt: De sacramentist ("A szentségekről") és a De Spiritu Sancto-t ("A Szentlélekről"). Himnuszokat is írt és jelentős hatással volt a keresztény szakrális zenére  és a himnuszéneklés bevezetésével az istentiszteletre.
Az első latin egyházatya, aki keresztény hitben született és nevelkedett. Élete a 4. század társadalmi, politikai és vallási feszültségeit tükrözi. Arról is ismert, hogy rávette Hippói Ágostont a kereszténység elfogadására és hogy megkeresztelte.
1298 óta egyházatyaként tisztelik. Teológiájának elismert egyházdoktori státusza ellenére vannak olyan jellemzői, mint például az egyetemes üdvösség támogatása és Ádám és Éva bukásának szexuális értelmezése, amelyek nem feltétlenül részei az egyházi tanításoknak.
A katolikus egyház, az ortodox kereszténység és az anglikán közösség szentnek tekinti. Milánó és a méhészek védőszentjeként tisztelik.

## Élete

### Korai évek
Római állampolgárként, 337 és 340 között született  a ma Németországhoz tartozó Trierben, keresztény családban, abban az időben, amikor a kereszténység társadalmilag elfogadott és politikailag egyre inkább előnyös volt a birodalomban.
Egy legenda szerint csecsemőkorában méhraj telepedett az arcára, miközben a bölcsőjében feküdt, és egy csepp mézet hagyott maga után. Apja ezt jövőbeli ékesszólása jelének tartotta. Emiatt a méhek és a méhkasok később gyakran megjelentek a szent jelképében.
Édesapja Gallia praetorianus prefektusa volt, de halála után a család visszatért Rómába. 
Ambrus Rómában irodalmat, jogot és retorikát tanult, mert hivatalnok pályára szánták. Sirmiumban Sextus Petronius Probus praetorianus prefektus alatt teljesített szolgálatot. 372–73-ban Probus kinevezte őt Aemilia-Liguria provincia kormányzójává. A provincia székhelye Milánó volt. Kiváló hivatalnok lett a fontos pozíciójában, és hamarosan nagyon népszerűvé vált.

### Milánó püspöke lesz
A milánói püspökségben az arianizmus hívei és a Szentháromságot valló nikaiai keresztények ádázul szemben álltak egymással. 374-ben meghalt Auxentius milánói püspök, aki az arianizmus híve volt és vita támadt az utódlásról. A kormányzó Ambrus személyesen ment el a bazilikába, ahol a választásnak kellett lennie, hogy megakadályozza a válságban valószínűsíthető felzúdulást.
A Milánóban köztiszteletben álló Ambrus kormányzói minőségében volt jelen a bazilikában, hogy a rendet biztosítsa. Beszédet intézett a hívőkhöz, és a tömeg így kiáltott: „Ambrus legyen a püspök!” (Ambrosius episcopus!)
Állítólag egyhangú szavazással püspöknek választották. 
Ambrus valószínűsíthető jelölt volt, mert személyesen is a trinitárizmus híve volt, de az ariánusok számára is elfogadható volt.  Eleinte energikusan visszautasította a pozíciót, mert nem volt felkészülve – eddig csak katekumen volt, még meg sem keresztelkedett, és teológiailag képzetlen volt. Csak a császár közbenjárására engedett, megkapta a keresztséget és a felszentelést is, és egy héten belül beiktatták Milánó püspökének.
Püspökként aszkéta életmódot folytatott, pénzét a szegényeknek adományozta, földjeit is.
Teológiai alapismeretekre tett szert, tanulmányozta a Bibliát, valamint Alexandriai Philón, Órigenész, Alexandriai Szent Atanáz és Nagy Szent Vazul írásait. Nagy Szent Vazullal levelezett is. Működését prédikációkkal, az Ószövetség magyarázatával kezdte. A retorikában és a görög nyelvben való jártassága nagyban segítette munkáját.

### Az ariánusokkal szemben
Az ariánusokkal szemben viszont nem volt túl kegyes milánói püspökként betöltött új szerepében. Milánóban azonnal és erőteljesen fellépett ellenük.
Abban az időben az ariánusok uralták a társadalom magasabb szintjeit. Sok magas szintű vezető és papság jelentős része tartozott hozzájuk a birodalom nyugati és a keleti részén egyaránt. Bár Gratianus nyugati császár a nikaiai hitvallás híve volt, az ifjabb II. Valentinianus, aki kollégája lett a birodalomban, az ariánus hitvalláshoz húzódott. Keleten I. Theodosius császár is a nikaiai hitvallást vallotta; de az arianizmusnak sok híve volt itt is, különösen a felsőbb papság körében.
Ambrus tartotta magát az első nikaiai zsinat határozatához. Váltakozva alkalmazott teológiai és politikai módszereket az arianizmus ellen, amelynek pedig számos követője volt a császári udvarban. Először az illír egyházból szorította ki az ariánusokat. 381-ben az aquileiai regionális szinódus alatt leváltatta Palladius illír püspököt és annak presbiterét. 
Amikor az ariánusok azt kérték a császártól, hogy legalább egy templomot engedélyezzen számukra a milánói városkapun kívül, Ambrus mozgósította híveit Milánóban. Az efféle „civil engedetlenség” kihágásnak minősült az autokratikus Római Birodalomban. Ambrus azzal érvelt, hogy egyházi ügyekben nem a császár, hanem a püspök az illetékes. 

### Ambrus és a császárok
382-ben sikerült rávennie Gratianus császárt, hogy tegye le a Pontifex maximus címet. Azt is elérte, hogy Niké oltárát eltávolították a curiából. 
390-ben szinóduson ítélte el Jovianus tanait. Ambrus püspök többször szembeszállt I. Theodosius római császárral. 
388-ban a mezopotámiai Kallinikonban a püspök által felhergelt tömeg felgyújtotta a város zsinagógáját. Theodosius törvényes büntetést rótt ki a püspökre, azonban Ambrus levelet írt a császárnak, amelyben megvédte a kallinikoni püspököt, s ez volt az első eset, amikor a vallási érdekeket a törvény fölé akarták helyezni. 
390-ben kiközösítéssel fenyegette Theodosiust a szaloniki vérengzés miatt. Butherich gót tiszt börtönbe vetett egy fogathajtót, mire a felbőszült nép megölte a gótot. Ekkor Theodosius elrendelte, hogy bosszulják meg halálát. Bár rövid időn belül visszavonta parancsát, a gótok több ezer embert gyilkoltak le a hippodromban. Ambrus meg volt győződve arról, hogy a császárnak is nyilvánosan vezekelnie kell ezért a tettéért, mert ő is az egyház tagja. 
Ambrus magas egyházi hivatalával járt, hogy politikai ügyekben is részt vállalt. Amikor az uzurpátor Magnus Maximus Gallia felől fenyegette Itáliát, a császár követeként tárgyalt vele.

### Ambrus és Ágoston
384-ben Hippói Ágoston Milánóba érkezett. Monica, az anyja követte őt. Évek óta imádkozott, hogy fia feladja a manicheizmust és elfogadja a keresztény hitet. Elhozta fiát Ambrus prédikációira, abban a hitben, hogy majd az ékesszóló Ambrus meg tudja majd téríteni. Hogy édesanyja kedvében járjon, Ágoston részt vett Ambrus prédikációin. A szónoki képességei lenyűgözték. Ambrus ötvözte az újplatonikus eszméket a Bibliával, és Ágoston lemondott a manicheizmusról és először újplatonista lett. 386-ban áttért a keresztény hitre, majd 387. áprilisában Ambrus megkeresztelte.

### Halála
Ambrus 397-ben hunyt el. Milánó püspökeként Simplician követte.
A milánói Szent Ambrogio-bazilikában helyezték örök nyugalomra.

## Teológiai működése
Jogvégzett lévén csak későn ismerte meg a Bibliát és a keresztény doktrínákat, de a sztoicizmus, Cicero filozófiájának és kora aszketizmusának hatására magas szintű keresztény erkölcsöt hirdetett. Ambrus püspök főleg a keleti egyházatyák szövegeit értelmezte a latin világ számára. Jelentős mértékben hozzájárult a nyugati egyház teológiai fejlődéséhez, hiszen őt megelőzően szinte valamennyi kiemelkedő teológus keletről jött, és görög nyelven írt. Allegorikus bibliamagyarázataiban az Órigenész által kidolgozott egzegetikus módszereket alkalmazta. A szövegeket szó szerinti, erkölcsi és misztikus értelemben is vizsgálta. A római katolikus egyház katekizmusa húsz alkalommal hivatkozik Szent Ambrusra. 

### Mariológia
Erőteljes mariológiája és Szűz Mária tisztelete nagy hatással volt több pápára, mint Damasus és Siricius pápák, majd később Nagy Leó. Tanítványa, Ágoston és az efezusi zsinat (431) egyformán az ő bűvöletében voltak ebben a kérdésben. Nézeteinek központi eleme Mária szüzessége és Istenanya szerepe.

### Egyedi vonásai
Először is az egyetemes üdvösséget tanítja. Ambrus keresztény univerzalista volt; hitte, hogy végül minden ember el fogja érni az üdvösséget.
Másik egyedi vonása Ádám és Éva bukásának szexuális értelmezése, amely szerint bukásuk a szüzesség elvesztésében állt. A bukással kapcsolatos hivatalos katolikus egyházi dogma, amelyet nagyrészt Ágoston dolgozott ki és hozott létre, azt állítja, hogy a bukás egyszerűen Ádám és Éva engedetlenségéből állt, akik Isten parancsolata ellenére ették meg a gyümölcsöt. Emiatt a katolikus teológia általában bírálja Ambrus szexuális értelmezését. Meg kell érteni, hogy a szexuális értelmezése elsősorban a tiszta szüzesség fontosságának aszketikus hangsúlyozásából fakadt, álláspontja új megvilágításba helyezheti a bukás természetét napjaink keresztény vitáiban.

## Liturgia
Ambrus a liturgiában bizonyos rugalmasságot tanúsított, mert szerinte a liturgia olyan eszköz, amely a hívőket segíti az istentisztelet alatt. Ágostonnak azt ajánlotta, hogy mindig legyen tekintettel a helyi liturgikus szokásokra. 
Ambrus vezette be az ún. ambrozián liturgikus énekeket, melyeket Milánó és Lugano környékén ma is őriznek, és használnak. Azért, hogy a húsvéti vigíliát vonzóbbá tegye a nép számára, himnuszokat és antifonálékat iktatott a liturgiába. Életrajzírói szerint akkor énekelte ezeket, amikor az ariánusok megostromolták a milánói bazilikát. 

## Ambroziánus rítus
Az ambroziánus rítus Ambrus püspökhöz kötődik. Bizonyos dolgokban eltér a római rítustól, pl. az advent Tours-i Szent Márton napja (november 11.) utáni első vasárnap, a nagyböjt a hamvazószerda utáni vasárnap kezdődik, kereszteléskor a keresztelendő fejét víz alá merítik. 
A Szent Család ünnepét a vízkereszt utáni harmadik vasárnapon tartják.

## Elfogultsága
Ambrus minden írása amellett szól, hogy elfogult nézetei és tettei szorosan összefüggtek a vallásával. 
Feljegyezték róla, hogy ellenséges magatartást tanúsított a zsidókkal  és más vallásúakkal szemben.

### I. Theodosius császár befolyásolása az egyház javára
388-ban az Eufrátesz-parti Callinicum (mai Rakka) keresztényei felgyújtották a helyi zsidók zsinagógáját, mivel azok egy körmenetet
megzavartak. A gnosztikus valentiniánus csoport templomát is lerombolták. A császár azzal büntette őket,
hogy a zsinagóga újból való felépítésére kötelezte
őket a keresztény püspökkel egyetemben, aki állítólag ez erőszakosság értelmi szerzője volt.
Ambrus levelet írt a császárnak, hogy ha a püspök engedelmeskedik a parancsnak, az hitének elárulását jelenti.
Részlet a levélből:
„Miért olyan nagy veszteség egy kis városban álló zsinagóga elpusztulása?  Hány mérhetlenül értékesebb bazilikát pusztítottak el az eretnekek Rómában is, Konstantinápolyban is és nem építették fel azokat újból. És a zsidók is sok keresztény templomot romboltak le, kiváltképp Alexandriában és nem történt semmi bántódásuk.
A valentiniánusok kis templomáról pedig szó se essék: pogány templom az, pedig a császár a pogányság kiirtására vállalkozott.
Olvassuk, hogy Róma bálványainak a legyőzött emberektől hozott zsákmányból építettek templomokat. Ma a zsidók azok, akik zsinagógájuk homlokzatára ezt fogják írni: A gonoszság temploma, mely a keresztények pénzéből épült.” 
Ambrus egy korábbi esetre is utalt, amikor Magnus Maximus rendeletet adott ki, amelyben elítélte a római keresztényeket egy zsidó zsinagóga felgyújtása miatt. Figyelmeztette Theodosiust, hogy a nép akkor azt kiáltotta, hogy "a császár zsidó lett".
Theodosius ezután visszavonta a püspökre vonatkozó parancsot. A császár ugyan nem kérdőjelezte meg eredeti ítéletének jogszerűségét, mivel ez teljes arcvesztést jelentett volna, de az uralkodási eszményhez híven kegyelmet és irgalmat tanúsított az erőszakot elkövető keresztényekkel szemben, akik büntetlenek maradtak. Bár a Római Birodalomban a zsidók védelmét a törvény is biztosította, a zsinagógát nem építették újjá. Ez olyan precedenst teremtett, amely a keresztény vallás érdekeit a törvények fölé helyezte, és azzal fenyegetett, hogy aláássa a zsidók korábban magától értetődő birodalmi jogi védelmét.
Amikor Theodosius legközelebb Milánóba látogatott, Ambrus megpróbálta rávenni, hogy ejtse el az egész ügyet. Viszont nem nyerte el a császár rokonszenvét, és ezt követően többnyire kizárták a tanácsadók közül.

## Írásai
- De fide ad Gratianum (A hitről) – (Gratianus császárnak írt, az arianizmus elleni értekezés)
- De Officiis Ministrorum (Ekkléziasztikai útmutató)
- De Spiritu Sancto (A Szentlélekről)
- De institutione virginis et S. Mariae virginitate perpetua (keresztény etikai írás a tisztasági fogadalomról és Szűz Mária örökké tartó makulátlanságáról)
- De incarnationis Dominicae sacramento (Az Úr megtestesülésének szentségéről)
- De mysteriis (a misztériumokról)
- Expositio evangelii secundum Lucam (Kommentárok Szent Lukács evangéliumához)
- De sacramentis (A keresztség, bérmálás és az eucharisztia szentségéről)
- Erkölcsi tanítások
- Homéliák az Ószövetségről
- De obitu Theodosii; De obitu Valentiniani; De excessu fratris Satyri (halotti beszédek)
- 91 levél
- Himnuszok
- Prédikációk (töredékekben)

### Teológiai
Válogatott teológiai írásai: 
- De fide ad Gratianum Augustum ("A hitről Gratianus Augustushoz");
- De officiis ("A miniszteri hivatalokról", fontos egyházi kézikönyv);
- De Spiritu Sancto ("A Szentlélekről");
- De incarnationis Dominicae sacramento ("Az Úr megtestesülésének szentségéről");
- De mysteriis ("A rejtélyekről");
- Expositio evangelii secundum Lucam ("Kommentár az evangéliumhoz Lukács szerint").

### Etikai
Etikai munkái közé tartozik: 
- De bono mortis ("A halál mint jó");
- De fuga saeculi;
- De institutione virginis et sanctae Mariae virginitate perpetua ad Eusebium ("A Szűz születéséről és Mária örök szüzességéről");
- De Nabuthae ("Naboth");
- De paenitentia ("A bűnbánatról");
- De paradiso ("A paradicsomban");
- De sacramentis ("A szentségekről");
- De viduis ("Özvegyekről");
- De virginibus ("A szüzekről");
- De virginitate ("A szüzességről");
- Exhortatio virginitatis ("Buzdítás a szüzességre");
- De sacramento regenerationis sive de philosophia ("Az újjászületés szentségéről").

### Egzegézis
A bibliai egzegézis művei között szerepel: 
- Hexaemeron ("A teremtés hat napja");
- De Helia et ieiunio ("Illésről és a böjtről");
- De Iacob et vita beata ("Jákóbról és a boldog életről");
- De Abraham ("Ábrahámról");
- De Cain et Abel ("Káinról és Ábelről");
- De Ioseph ("Józsefről");
- De Isaac vel anima ("Izsákról vagy a lélekről");
- De Noe ("Noéról");
- De interpellatione Iob et David ("Jób és Dávid imáról"
- De patriarchis ("A pátriárkákról")
- Explanatio psalmorum ("A zsoltárok magyarázata")
- Explanatio psalmorum ("Kommentár a szimbólumhoz").

### Temetési
Temetési beszédei: 
- De obitu Theodosii;
- De obitu Valentiniani;
- De extrau fratris Satyri.

### Zenei
Himnuszokat is szerzett, ezek közül néhány a mai napig fennmaradt: 
- Deus Creator Omnium ("Isten, minden dolog és lény Teremtője");
- Aeterne rerum conditor ("Minden dolgok örök alkotója");
- Jam surgit hora tertia ("Most, ahogy kezdődik a harmadik óra");
- Veni redemptor gentium ("Jöjj Nemzetek Megváltója").

Hagyományosan Ambrusnak tulajdonították a Te Deum laudamus himnusz megalkotását is, amelyet állítólag akkor komponált, amikor megkeresztelte Ágostont.

## Művek magyarul
- Egy régi bölts levél, mellyet Valentiniánus tsászárhoz írt Sz. Ambrus, mast pedig a' toleréntzia-béli decretom erejével az új libertinusok, indifferentisták orvoslására magyarul újra ki-botsátott egy feleberátyát szerető keresztény. Hozzá adatik ehez az új epikureusok ellen egy régi okoskodás; s.n., s.l., 1788
- Szent Ambrus az egyháziak kötelmeiről írt három könyve ; ford. a Pesti Növendékpapság Magyar Egyházirodalmi Iskolája; Beimel-Kozma Ny., Pest, 1858 (Munkálatok a Pesti Növendékpapság Magyar Egyházirodalmi Iskolája)
- De mysteriis és De Sacramentis; in: Az ősegyház szentségi élete; ford., bev., jegyz. Kühár Flóris; Szt. István Társulat, Bp., 1944 (Keresztény remekírók)
- Rajeczky Benjamin: A szüzességről. Olymposi Szt. Methodios, Szt. Ambrus, Szt. Jeromos, Szt. Ágoston műveiből; Szt. István Társulat, Bp., 1944 (Keresztény remekírók)
- A papi méltóságról. Szemelvények; ford. Gulovits Andor, Meggyes Ede; Szt. István Társulat, Bp., 1944 (Keresztény remekírók)
- A tökéletesség útján Aranyszájú Szent János és Szent Ambrus a papságról. Válogatás; összeáll. Kránitz Mihály; Szt. Gellért, Bp., 2000
- A szentségekről / A misztériumokról; ford. Kühár Flóris, átdolg. Tóth Vencel, bev. Josef Schmitz, bev. ford. Rochlitz Bernadett; Jel, Bp., 2004 (Ókeresztény örökségünk) ISBN 9639318760, 152 p.
- A kötelességekről / A bűnbánatról; ford. Meggyes Ede, Tóth Vencel, Hrotkó Géza, bev. Tóth Vencel, Perendy László, jegyz. Tóth Vencel; Jel, Bp., 2004 (Erkölcsteológiai források) ISBN 963-9318-83-3, 377 p.
- A kötelességekről / A bűnbánatról; ford. Meggyes Ede, Tóth Vencel, Hrotkó Géza, bev. Tóth Vencel, Perendy László, jegyz. Tóth Vencel; 2. jav. kiad.; Jel, Bp., 2005 (Ókeresztény örökségünk)
- Himnuszok In: Sík Sándor: Himnuszok könyve, Szt. István Társulat, Budapest, 1943, 55–75. o.
- Himnuszok In: Babits Mihály: Amor Sanctus – A középkor latin himnuszai, Magyar Szemle Társaság, Budapest, 1933, 48–56. o.

## Galéria

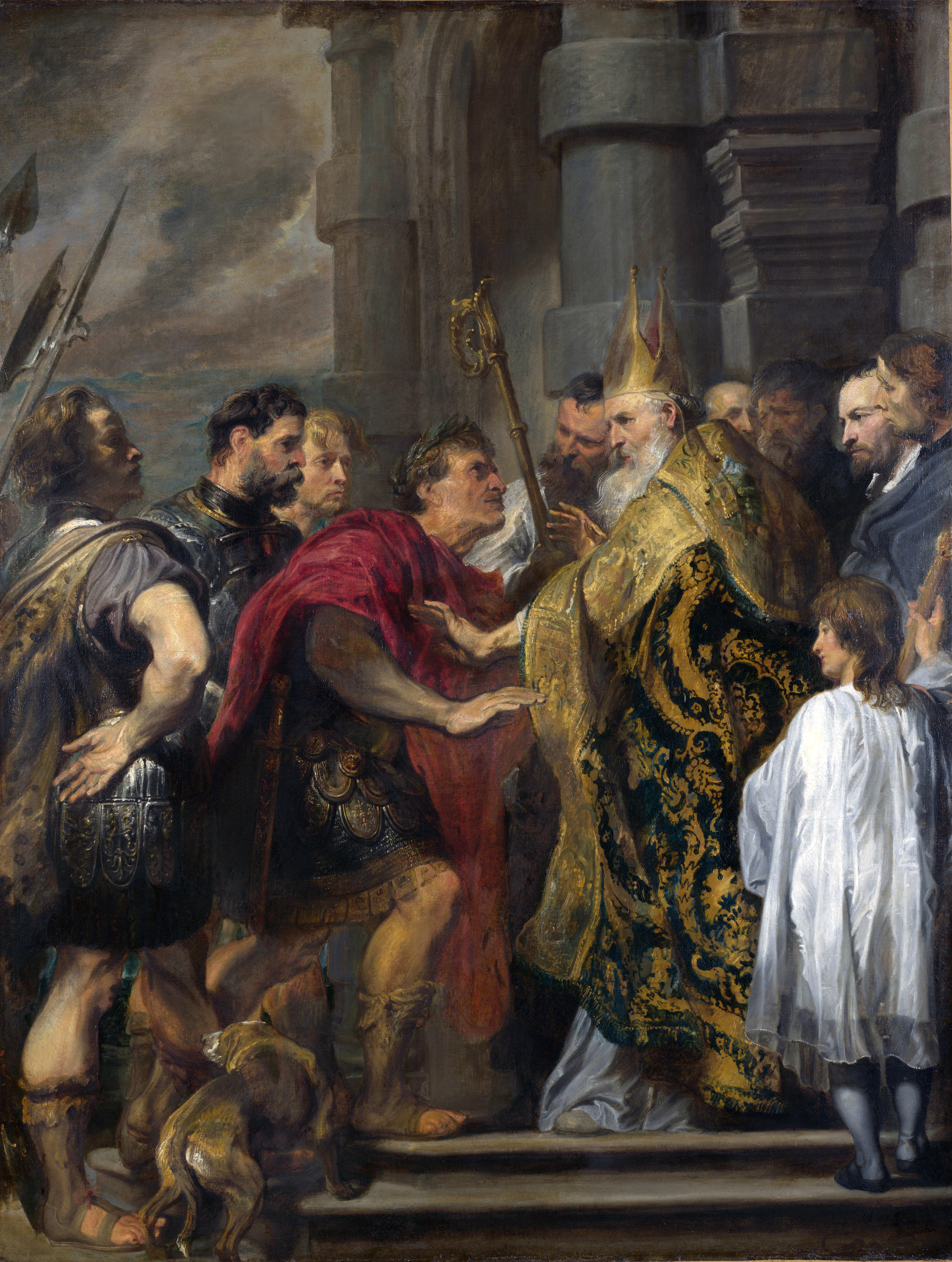
Ambrus püspök megtiltja I. Theodosius császárnak a szentmisén való részvételt (Anthony Van Dyck festménye)
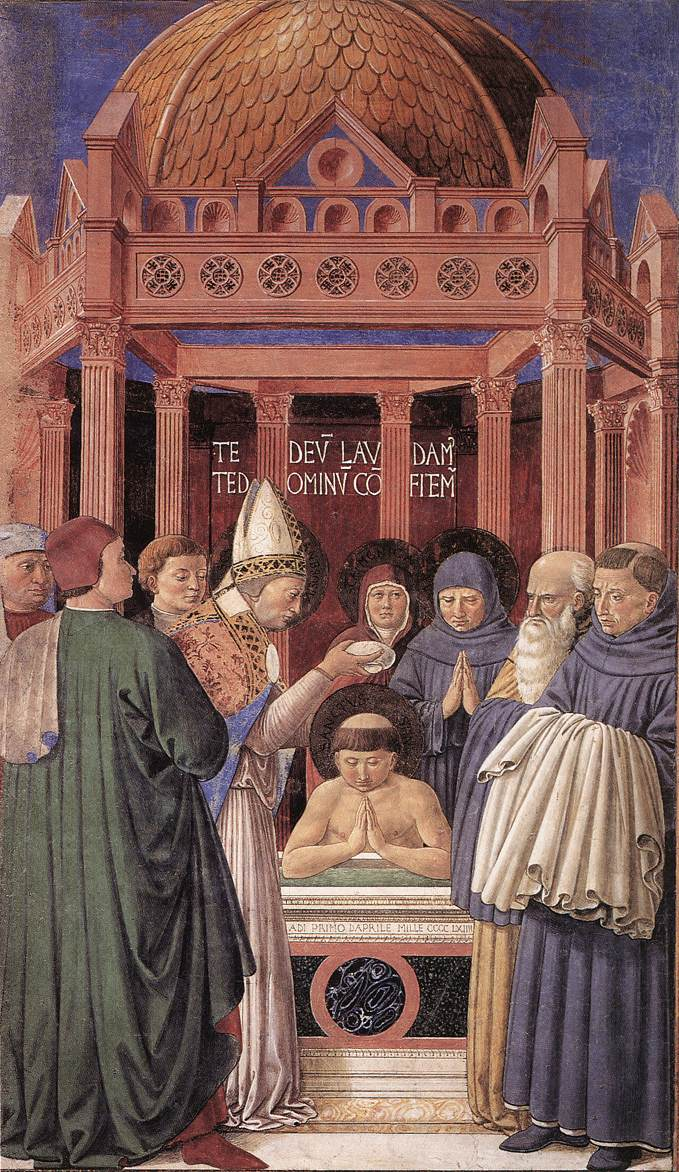
Szent Ambrus püspök megkereszteli Hippói Szent Ágostont (Benozzo Gozzoli festménye)
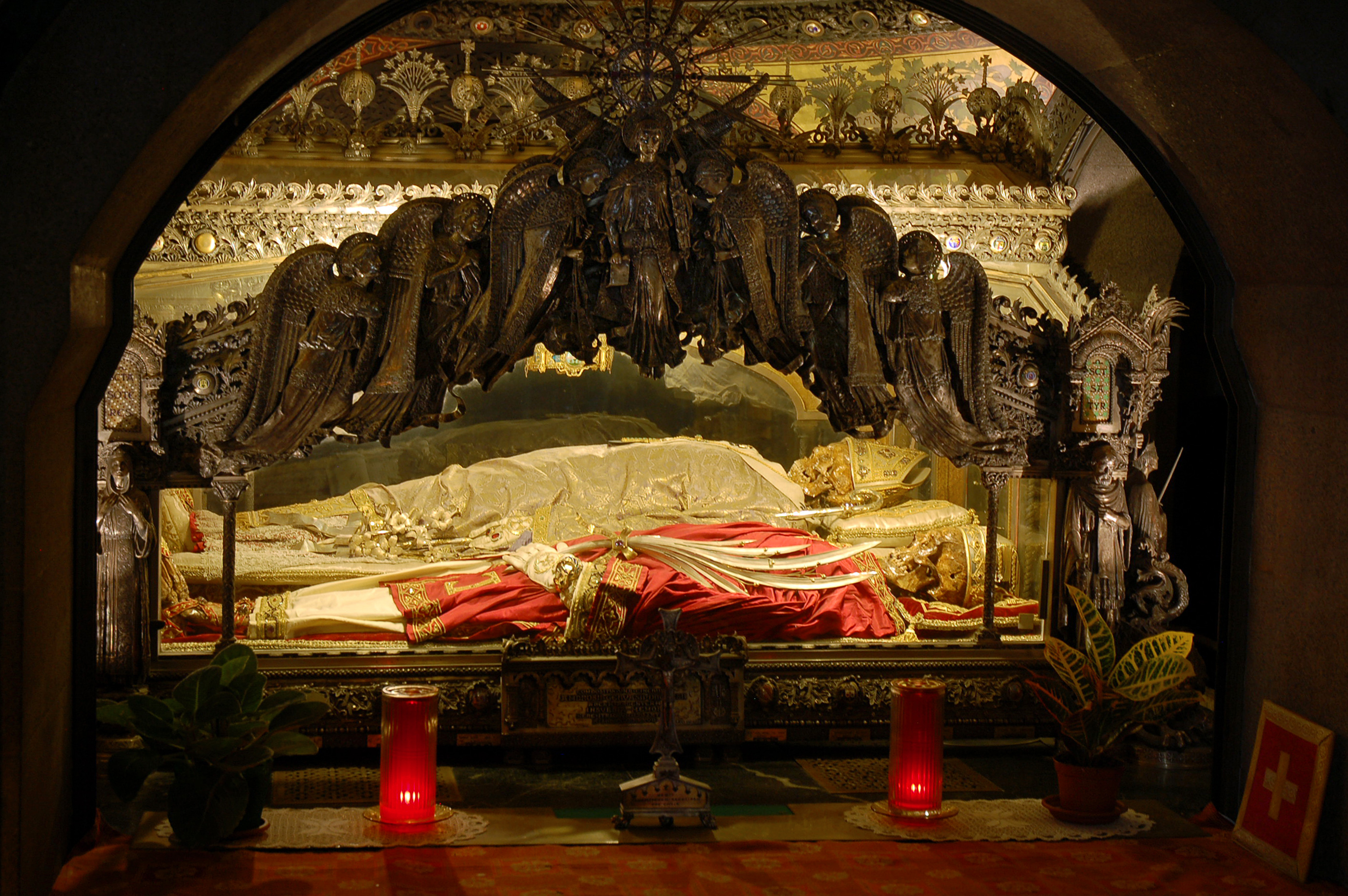
Szent Ambrus püspök és két mártír, Szent Gyárfás és Protáz kriptája
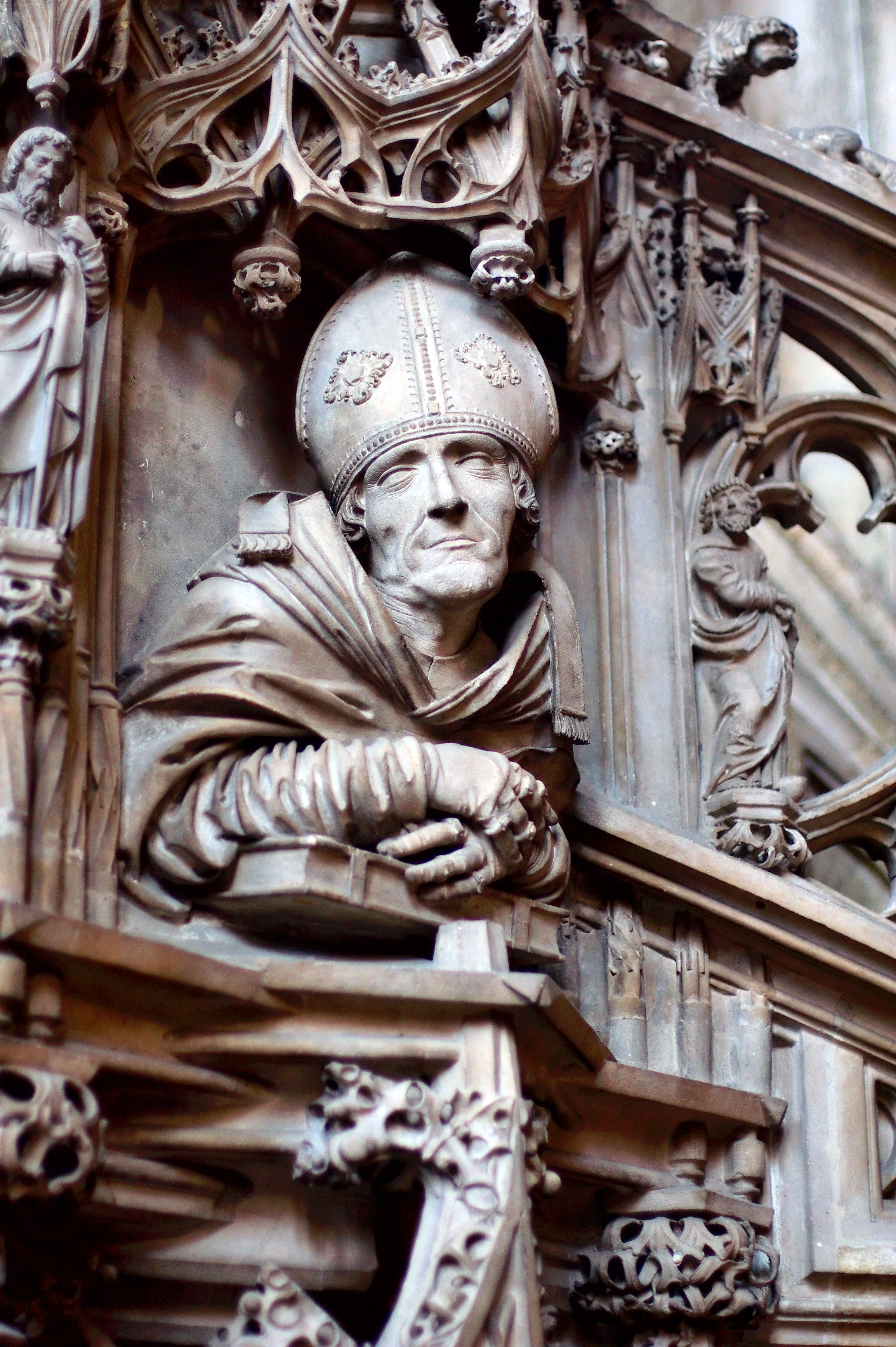
Domborműve a bécsi Szent István székesegyház szószékének párkányzatán

## Életrajza magyarul

Divi Ambrosii Episcopi Mediolanensis Omnia Opera, 1527

- Heidl György: A Jelenlét vonzásában. Szent Ambrus Izsákról és a lélekről. Bevezető, fordítás és kommentár, L'Harmattan Kiadó, Budapest, ISBN 978-963-236-612-8, 140 p.
- Paulinus diakónus: Szent Ambrus élete In: A III–IV. század szentjei, JEL Kiadó, 1999, Budapest, ISBN 963-8344-78-4, 211–255. o.